# Show-Ya
SHOW-YA (しょーや?, Shōya) è un gruppo heavy metal giapponese tutto al femminile.
La musica del gruppo è profondamente radicata nel rock classico, anche per via delle loro numerose cover di gruppi di questo genere (The Beatles, The Doors, The Yardbirds, Led Zeppelin, Deep Purple e AC/DC).
Scioltesi nel 1998, si sono riformate nel 2005 in occasione del 20º anniversario del loro primo album, Masquerade Show, con la stessa formazione che registrò l'album.

## Storia

### Gli inizi
Il primo nucleo della band si formò nel 1982, quando la cantante Keiko Terada e la tastierista Miki Nakamura (che suonavano già insieme da un anno) formarono una band per partecipare al concorso "East West Grand Prix", organizzato e sponsorizzato da Yamaha. Alle due si unì Mitsuko Numata (chitarra). Raggiungendo il 1º posto, vinsero un contratto discografico con la EMI. Due anni dopo, nel 1984, Miki Igarashi sostituì Numata, e la line-up venne completata dall'arrivo di Miki Tsunoda (batteria) e Satomi Senba (basso). Nakamura, Igarashi e Tsunoda adottarono i nomi d'arte “Captain”, “Sun-Go” e “Mittan”, per non generare confusione col loro nome proprio, che condividono. In quel periodo scrissero i brani per il loro album di debutto, Masquerade Show, che venne registrato in Giappone e mixato agli Abbey Road Studios a Londra, ed infine pubblicato il 6 settembre 1985. L'album fu promosso dalla Coca-Cola Company, che aveva usato il loro primo singolo, Suteki Ni Dancing (Coke Is It) (pubblicato il 31 agosto), per uno spot. A Londra la band si esibì dinanzi ad un grande pubblicò al Dingwalls e al leggendario Marquee Club, dove si sono esibiti alcuni dei più grandi gruppi rock della storia. Dopo il grande successo del loro album di debutto, il gruppo entrò negli Abbey Road Studios per registrare il loro secondo album, Queendom, che venne pubblicato il 1º marzo 1986. Solo sei mesi dopo, il 3 settembre, venne pubblicato il terzo album, Ways.

### Il successo
L'interesse verso il gruppo da parte della stampa giapponese e le sempre più numerose apparizioni televisive hanno portato ben presto ad un approccio più professionale e organizzato al mondo della musica. Pertanto affidarono la direzione del sound del loro quarto album, Trade Last (pubblicato il 4 febbraio 1987), a Yasushi Akimoto, famoso per aver portato al successo la pop band Onyanko Club. Nonostante ciò, Akimoto influenzò solo marginalmente il sound del gruppo, ma il suo management gli permise di esibirsi dinanzi a grandi pubblici durante il loro successivo tour, che si concluse con un grande concerto al Nakano Sun Plaza; questa esibizione venne filmata e pubblicata su VHS sempre nel 1987 col titolo di Date Line.

### La svolta "hair"
Il 25 maggio 1987 la band pubblicò il singolo Mizu no Naka no Toubousha, tema della serie televisiva giapponese Metropolis 25. 
 Nel corso di quell'anno si avvicinò al produttore Andy Johns, che aveva lavorato con Led Zeppelin, The Rolling Stones e Van Halen. Egli fu anche l'autore del missaggio dei loro album Immigration (5 novembre 1987) e Glamour (24 agosto 1988), avvenuto a Los Angeles. L'esplosione del fenomeno “hair metal” influenzò parecchio lo stile di questi album e di quelli successivi. Durante i due tour promozionali per Immigration furono registrati numerosi brani, poi pubblicati il 25 maggio 1988 nel live Turn Over.
Nel settembre 1987 la band organizzò e promosse il primo Naon no Yaon Rock Festival, a cui parteciparono numerosi artisti con formazioni tutte al femminile. Il Festival si svolse regolarmente ogni anno fino al 1999, per poi tenersi solo altre due volte, nel 2008 e 2009.
Il 27 aprile 1988 le Show-Ya tennero il loro primo concerto negli Stati Uniti, al Roxy Theatre di West Hollywood. Il nome “Show-Ya” fu presto associato dalla stampa specializzata con altri atti femminili eminenti del tempo (come Vixen e Lita Ford).
Il 1º febbraio 1989 venne pubblicato il singolo Genkai Lovers, utilizzato per uno spot della Shell. Il 6 settembre venne pubblicato il settimo album, Outerlimits. Fu un grande successo: raggiungendo il 3º posto nelle classifiche giapponesi, è ancora oggi l'album più venduto della band, con oltre 600 000 copie; il singolo Genkai Lovers è il loro brano più noto. Il successivo tour mondiale toccò grandi città quali Londra, Mosca, Los Angeles e Città del Messico.
Il 24 ottobre 1990 venne pubblicato Hard Way, l'ottavo album della band, prodotto da Beau Hill (già collaboratore di Alice Cooper, Winger, Europe e Ratt). Per quest'ultimo lavoro, il Los Angeles Time li citò come "dei Bow Wow o dei Loudness al femminile". Avevano raggiunto il picco della loro popolarità nel paese d'origine, ma nonostante i molti tentativi di promozione per la loro etichetta e la gestione, il gruppo non è riuscito a ottenere un significativo successo commerciale negli Stati Uniti.

### L'abbandono di Keiko Terada
Nel febbraio 1991 la cantante Keiko Terada lasciò la band, affermando che la direzione intrapresa era troppo tradizionale, ed optò una carriera solista in cui esplorò numerose sonorità. Dopo numerose audizioni venne ingaggiata la nippo-americana Steffanie Borges. Dato che parla fluentemente sia inglese che giapponese, il gruppo sperava di potersi rilanciare nel mercato statunitense. A giugno il gruppo fu invitato dal Governo della Corea del Nord ad esibirsi all'Art Theatre di Pyongyang, in un grande concerto che coinvolse due serate. I media giapponesi censurarono del tutto la notizia . Il 4 gennaio 1992 la band suonò al Tokyo Dome Show, famosa competizione di wrestling, in occasione di un match molto atteso, quello tra Sting e Great Mutah e gli Steiner Brothers (Rick e Scott Steiner).

### Il declino e lo scioglimento
Il 29 gennaio 1992 venne pubblicato il singolo Flame of the Angels, prima pubblicazione con Borges; pochi mesi dopo la EMI sciolse il contratto con il gruppo. La band continuò ad esibirsi nell'area di Los Angeles, mentre veniva registrato il nono album, Touch the Sun, pubblicato il 21 febbraio 1995. Seguì un tour che durò tutto il 1996. Agli inizi del 1997 Borges lasciò il gruppo, venendo sostituita dalla giapponese Yoshino. Con questa formazione la band pubblicò l'EP This My Way il 2 febbraio 1998, prima del suo definitivo scioglimento alla fine dell'anno. Igarashi si riunì a Terada nella sua nuova band All Japan Women's Pro Band, di cui facevano parte anche tre membri delle Princess Princess.

### Reunion
Le Show-Ya si riformarono nel 2005, suonando al NHK Hall a Tokyo, in occasione del 20º anniversario del loro primo album, Masquerade Show, con la stessa formazione che registrò l'album. Lo show fu registrato e pubblicato nel DVD 20th Anniversary Live. Il 30 settembre la EMI pubblicò la compilation Show-Ya: The Best Sound & Vision -20th Anniversary-. La band continuò ad esibirsi negli anni successivi, pubblicando un altro DVD, Show-Ya Live 2006, nel 2007. Il 7 marzo 2012 venne pubblicato Genuine Diamond, decimo album in studio della band e primo dopo la reunion. Lo stesso giorno venne distribuito il singolo Ryūseishōjo～Shooting Star 196X～.

## Formazione

### Formazione attuale
- Keiko Terada – voce (1982-1991; 2005-presente)
- Miki "Sun-Go" Igarashi – chitarra (1984-1998; 2005-presente)
- Miki "Captain" Nakamura – tastiere (1982-1998; 2005-presente)
- Satomi Senba – basso (1984-1998; 2005-presente)
- Miki "Mittan" Tsunoda – batteria (1984-1998; 2005-presente)

### Ex componenti
- Mitsuko Numata – chitarra (1982-1984)
- Steffanie Borges – voce (1991-1997)
- Yoshino – voce (1997-1998)

## Discografia

### Album studio
- Masquerade Show (1985)
- Queendom (1986)
- Ways (1986)
- Trade Last (1987)
- Immigration (1987)
- Glamour (1988)
- Outerlimits (1989)
- Hard Way (1990)
- Touch the Sun (1995)
- Genuine Diamond (2012)

### EP
- L.A. Live (1989)
- This My Way (1998)

### Live
- Turn Over (1988)
- Hard Way Tour 1991 (1991)

### Raccolte
- New Best Now (1987)
- New Best Now 70 (1988)
- White (1988)
- Show-Ya Greatest 1985–1990 (1991)
- Complete Best: Back Fire (1992)
- Show-Ya Twin Best (1996)
- Show-Ya Golden Best (2002)
- Show-Ya: The Best Sound & Vision -20th Anniversary- (2005)

### DVD
- Date Line (1987)
- Rollin World (1989)
- 1990 Budokan - Reach for the World (1990)
- Distance on Their Way (1991)
- Hard Way Tour 1991 (1991)
- 20th Anniversary Live (2005)
- Show-Ya Live 2006 (2007)

### Singoli
- Suteki Ni Dancing (Coke Is It) (1985)
- Shidokenaku Emotion (1986)
- One Way Heart (1986)
- Sono Ato de Koroshitai (1987)
- Mizu no Naka no Toubousha (1987)
- Kodoku no Meiro (Labyrinth) (1987)
- Aisazu ni Irarenai - Still Be Hangin' On (1988)
- 3 Dome no Christmas (1988)
- Genkai Lovers (1989)
- Watashi wa Arashi (1989)
- Sakebi (1990)
- Gambling (1990)
- Flame of the Angels (1992)
- Ryūseishōjo～Shooting Star 196X～ (2012)